# YUBA liga 2003-2004
La YUBA liga 2003-2004 è stata la dodicesima edizione del massimo campionato serbo-montenegrino di pallacanestro maschile. La vittoria finale è stata ad appannaggio del Partizan Belgrado.
Pur mantenendo il nome inalterato in YUBA liga, fu la prima edizione del campionato della confederazione della Serbia e Montenegro, che era nata il 3 gennaio 2003 dalla trasformazione della Repubblica Federale di Jugoslavia.

## Regular season

### Classifica Prva liga
|     | Squadra                     | G  | V  | P  | PF    | PS    | Pt. | Qualificazione |
| --- | --------------------------- | -- | -- | -- | ----- | ----- | --- | -------------- |
| 1.  | Partizan Mobtel Belgrado    | 22 | 20 | 2  | 2.003 | 1.639 | 42  | superliga      |
| 2.  | Hemofarm Vršac              | 22 | 19 | 3  | 2.008 | 1.674 | 41  | superliga      |
| 3.  | NIS Vojvodina               | 22 | 17 | 5  | 1.895 | 1.674 | 39  | superliga      |
| 4.  | Lavovi 063 Belgrado         | 22 | 12 | 10 | 1.833 | 1.760 | 34  | superliga      |
| 5.  | Sloga Favorit V.M. Kraljevo | 22 | 12 | 10 | 1.791 | 1.856 | 34  |                |
| 6.  | Zdravlje Leskovac           | 22 | 11 | 11 | 1.767 | 1.835 | 33  |                |
| 7.  | OKK Belgrado                | 22 | 10 | 12 | 1.848 | 1.822 | 32  |                |
| 8.  | Atlas Belgrado              | 22 | 10 | 12 | 1.911 | 1.866 | 32  |                |
| 9.  | Ergonom Best Niš            | 22 | 8  | 14 | 1.893 | 1.963 | 30  |                |
| 10. | Mašinac Kraljevo            | 22 | 8  | 14 | 1.893 | 1.963 | 30  |                |
| 11. | Sinalco Spartak Subotica    | 22 | 4  | 18 | 1.688 | 1.954 | 26  |                |
| 12. | Radnički Zastava            | 22 | 1  | 21 | 1.617 | 2.057 | 23  | retrocessa     |

### Classifica Superliga
|    | Squadra                  | G  | V  | P  | PF    | PS    | Pt. | Qualificazione |
| -- | ------------------------ | -- | -- | -- | ----- | ----- | --- | -------------- |
| 1. | Partizan Mobtel Belgrado | 14 | 12 | 2  | 1.251 | 1.099 | 26  | playoffs       |
| 2. | Stella Rossa Belgrado    | 14 | 10 | 4  | 1.250 | 1.172 | 24  | playoffs       |
| 3. | Hemofarm Vršac           | 14 | 9  | 5  | 1.203 | 1.169 | 23  | playoffs       |
| 4. | NIS Vojvodina            | 14 | 9  | 5  | 1.231 | 1.172 | 23  | playoffs       |
| 5. | Budućnost Podgorica      | 14 | 8  | 6  | 1.293 | 1.246 | 22  |                |
| 6. | Reflex Belgrado          | 14 | 5  | 9  | 1.198 | 1.177 | 19  |                |
| 7. | Lavovi 063 Belgrado      | 14 | 3  | 11 | 996   | 1.151 | 17  |                |
| 8. | Lovćen Cetinje           | 14 | 0  | 14 | 1.049 | 1.285 | 14  |                |

## Playoff
|  | Semifinali     | Semifinali     | Semifinali     |                |          | Finale   | Finale | Finale |  |
|  |                |                |                |                |          |          |        |        |  |
|  | Partizan       | Partizan       | 2              |                |          |          |        |        |  |
|  | Partizan       | Partizan       | 2              |                |          |          |        |        |  |
|  | Vojvodina      | Vojvodina      | 0              |                |          |          |        |        |  |
|  | Vojvodina      | Vojvodina      | 0              |                | Partizan | Partizan | 3      |        |  |
|  |                |                |                |                | Partizan | Partizan | 3      |        |  |
|  |                |                | Hemofarm Vršac | Hemofarm Vršac | 1        |          |        |        |  |
|  | Stella Rossa   | Stella Rossa   | Hemofarm Vršac | Hemofarm Vršac | 1        | 0        |        |        |  |
|  | Stella Rossa   | Stella Rossa   |                |                |          |          |        |        |  |
|  | Hemofarm Vršac | Hemofarm Vršac | 2              |                |          |          |        |        |  |

| YUBA liga 2003-2004         |
| --------------------------- |
| Partizan Belgrado 6º titolo |

## Formazione vincitrice
| N° | Naz.                           | Ruolo | Sportivo         |  | Alt. |  |
| -- | ------------------------------ | ----- | ---------------- |  | ---- |  |
|    | Serbia e Montenegro (bandiera) | GA    | Vlado Šćepanović |  | 198  |  |
|    | Serbia e Montenegro (bandiera) | GA    | Dušan Kecman     |  | 198  |  |
|    | Serbia e Montenegro (bandiera) | C     | Đuro Ostojić     |  | 211  |  |
|    | Serbia e Montenegro (bandiera) | P     | Vule Avdalović   |  | 194  |  |
|    | Stati Uniti (bandiera)         | G     | Fred House       |  | 193  |  |
|    | Serbia e Montenegro (bandiera) | C     | Kosta Perović    |  | 218  |  |
|    | Stati Uniti (bandiera)         | G     | Gerald Brown     |  | 193  |  |
|    | Serbia e Montenegro (bandiera) | C     | Nenad Krstić     |  | 213  |  |
|    | Serbia e Montenegro (bandiera) | AC    | Slobodan Božović |  | 207  |  |
|    | Serbia e Montenegro (bandiera) | GA    | Predrag Materić  |  | 197  |  |
|    | Serbia e Montenegro (bandiera) | G     | Uroš Tripković   |  | 197  |  |
|    | Serbia e Montenegro (bandiera) | C     | Mlađan Šilobad   |  | 208  |  |
|    | Serbia e Montenegro (bandiera) | AP    | Mirko Kovač      |  | 199  |  |
|    | Serbia e Montenegro (bandiera) | C     | Goran Ćakić      |  | 209  |  |
|    | Serbia e Montenegro (bandiera) |       | Luka Sjekloća    |  |      |  |
|    | Serbia e Montenegro (bandiera) | All.  | Duško Vujošević  |  |      |  |